# Matthias Fackler
Matthias Fackler (* 21. September 1721 in Erding; † 18. Januar 1792 in Dorfen) war der bedeutendste Altarschreiner des Erdinger und Dorfener Raums. Er fertigte viele Altäre an, für die Christian Jorhan der Ältere seine Bildhauerwerke lieferte. Seit 1747 lebte er in Dorfen.

## Werkverzeichnis (Auswahl)
- 1756 Hofkirchen
- 1758 St. Bartholomäus (Hörgersdorf)
- 1760 Lengdorf
- 1763/65 Tabernakel in St. Johannes (Bad Reichenhall)
- 1764 St. Oswald (Salmannskirchen)
- 1765 St. Johannes der Täufer (Oppolding)
- 1765 St. Mariä Geburt (Eschlbach)
- 1766/72 St. Jakobus der Ältere (Buchbach)
- 1766 Altenerding
- 1771 St. Johann Baptist (Aufkirchen)
- 1772 Mühldorf (Pfarrkirche)
- 1777 Hochaltar in St. Johannes Baptist und Johannes Evangelist (Steinkirchen)

## Weblink
- Fackler-Porträt auf merkur-online.de